# NGC 3223
NGC 3223 è una galassia a spirale nella costellazione di Antlia. La galassia si trova a una distanza di circa 110 milioni di anni luce di distanza e si sta ritirando con una velocità radiale eliocentrica di 2.896 km/s.

## Scoperta
La galassia fu scoperta il 2 febbraio 1835 dall'astronomo inglese John Herschel.

## Morfologia
La classe morfologica di NGC 3223 è SA(s)b, indicando che è una spirale senza barra centrale (SA), senza caratteristica dell'anello interno e bracci a spirale moderatamente strettamente avvolti. Il piano galattico è inclinato con un angolo di 46° rispetto alla linea di vista dalla Terra, con l'asse principale lungo un angolo di posizione di 128°.